# Libro de Azarías
El libro de Azarías es un libro escrito entre 1946 y 1947 en Viareggio, Italia, por la autora italiana y mística católica Maria Valtorta, quien estuvo postrada en cama varias décadas. El texto se basa en una serie de "dictados" que Maria Valtorta atribuyó a su Ángel de la guarda, Azarías.

## Argumento
En el libro, Maria Valtorta no proporciona una referencia bíblica específica al propio Azarías, sino que simplemente se refiere a él como su Ángel de la guarda. El nombre Azarías, del hebreo, significa la ayuda del Señor.
El libro consta de un conjunto de "lecciones", supuestamente proporcionadas por Azarías los domingos, cuyos puntos de partida son las 58 Misas del Misal romano de la Iglesia católica con anterioridad a las reformas del Concilio Vaticano II en 1965. Maria Valtorta había llamado originalmente el libro Misas Angelicales, con el subtítulo "Instrucciones". Pero la primera edición italiana en 1972 usó el nombre de su Ángel de la guarda, "Azarías". Como en otras obras de Maria Valtorta, los temas de identificación y oración continuas con la Persona de Cristo y su sacrificio están enfatizados durante el trabajo.
Por ejemplo, el 26 de mayo de 1946, el quinto domingo después de Pascua, el Evangelio de la misa fue Juan 16, 23-30 y los comentarios de Azarías, en parte, se citan de la siguiente manera:
"La generosidad debe ser respondida con generosidad. Nosotros, espíritus que vemos hombres de la altura de los Cielos y los seguimos con luz divina como nuestro guía, vemos los maravillosos prodigios provocados por esta competencia en generosidad entre el alma que se entrega a Aquel que se ha entregado a ella y Dios, quien da Él mismo aún más para recompensar al generoso que se entrega a él. Y podemos decir verdaderamente, en respuesta a las preguntas de muchos sobre los ascensos y descensos humanamente inexplicables de las almas, que el ascenso o la caída están vinculados y se derivan del grado de generosidad con que un alma se adhiere al Señor".

## Publicación
La primera lección de El Libro de Azarías fue escrita el 24 de febrero de 1946 y la última el 16 de marzo de 1947. El libro fue escrito así en paralelo a la obra más conocida de Maria Valtorta El poema del hombre Dios, donde se escribió el primer episodio. el 18 de diciembre de 1943, y la escritura principal terminó el 28 de abril de 1947, aunque unas pocas secciones cerca del final fueron escritas más tarde, concluyendo el 8 de diciembre de 1951. Sin embargo, a diferencia de El poema del hombre Dios, donde escribió un buen número de los últimos episodios primero, el orden de las lecciones en El Libro de Azarías es secuencial con respecto a la fecha en que fueron escritos.